# Emma Thompson
Emma Thompson (født 15. april 1959) er en engelsk skuespiller og forfatter.
Hun har modtaget en lang række priser for både sine skuespilpræstationer og som manuskriptforfatter, blandt andet Academy Awards, BAFTA-priser, Emmy Awards og Golden Globes.
I begyndelsen af 1990'erne arbejde Emma Thompson ofte sammen med sin daværende mand, skuespiller og instruktør Kenneth Branagh.
Emma Thompson er gift med skuespiller Greg Wise, med hvem hun har to børn.

## Filmografi

### Film
| År   | Film                                                                | Rolle                        | Instruktør                  | Noter |
| ---- | ------------------------------------------------------------------- | ---------------------------- | --------------------------- | --- |
| 1989 | Henry V                                                             | Catherine of Valois          | Kenneth Branagh             | |
| 1989 | The Tall Guy                                                        | Kate Lemmon                  | Mel Smith                   | |
| 1991 | Dead Again                                                          | Grace / Margaret Strauss     | Kenneth Branagh             | |
| 1991 | Impromptu                                                           | Claudette, Duchess d'Antan   | James Lapine                | |
| 1992 | Howards End                                                         | Margaret Schlegel            | James Ivory                 | Academy Award for Best Actress                                                                               |
| 1992 | Peter's Friends                                                     | Maggie Chester               | Kenneth Branagh             | |
| 1993 | Much Ado About Nothing                                              | Beatrice                     | Kenneth Branagh             | |
| 1993 | The Remains of the Day                                              | Miss Kenton                  | James Ivory                 | Nominated: Academy Award for Best Actress                                                                    |
| 1993 | In the Name of the Father                                           | Gareth Peirce                | Jim Sheridan                | Nominated: Academy Award for Best Supporting Actress                                                         |
| 1994 | Junior                                                              | Diana Reddin                 | Ivan Reitman                | |
| 1995 | Carrington                                                          | Dora Carrington              | Christopher Hampton         | |
| 1995 | Sense and Sensibility                                               | Elinor Dashwood              | Ang Lee                     | Også manuskriptforfatter Academy Award for Best Adapted Screenplay Nomineret: Academy Award for Best Actress |
| 1997 | The Winter Guest                                                    | Frances                      | Alan Rickman                | |
| 1998 | Primary Colors                                                      | Susan Stanton                | Mike Nichols                | |
| 1998 | Judas Kiss                                                          | Sadie Hawkins                | Sebastian Gutierrez         | |
| 2000 | Maybe Baby                                                          | Druscilla                    | Ben Elton                   | |
| 2002 | Treasure Planet                                                     | Captain Amelia (voice)       | Ron Clements John Musker    | |
| 2003 | Imagining Argentina                                                 | Cecilia                      | Christopher Hampton         | |
| 2003 | Love Actually                                                       | Karen                        | Richard Curtis              | |
| 2004 | Harry Potter and the Prisoner of Azkaban                            | Professor Sybill Trelawney   | Alfonso Cuarón              | |
| 2005 | Nanny McPhee                                                        | Nanny McPhee                 | Kirk Jones                  | Også manuskriptforfatter                                                                                     |
| 2006 | Stranger than Fiction                                               | Karen Eiffel                 | Marc Forster                | |
| 2007 | Harry Potter and the Order of the Phoenix                           | Professor Sybill Trelawney   | David Yates                 | |
| 2007 | I Am Legend                                                         | Alice Krippin                | Francis Lawrence            | Uncredited                                                                                                   |
| 2008 | Brideshead Revisited                                                | Lady Marchmain               | Julian Jarrold              | |
| 2008 | Last Chance Harvey                                                  | Kate Walker                  | Joel Hopkins                | |
| 2009 | An Education                                                        | Headmistress                 | Lone Scherfig               | |
| 2009 | The Boat That Rocked                                                | Charlotte                    | Richard Curtis              | |
| 2010 | Nanny McPhee and the Big Bang                                       | Nanny McPhee                 | Susanna White               | Også manuskriptforfatter Also known as Nanny McPhee Returns                                                  |
| 2011 | Harry Potter and the Deathly Hallows – Part 2                       | Professor Sybill Trelawney   | David Yates                 | |
| 2012 | Men in Black 3                                                      | Agent O                      | Barry Sonnenfeld            | |
| 2012 | Brave                                                               | Queen Elinor (stemme)        | Mark Andrews Brenda Chapman | |
| 2013 | Beautiful Creatures                                                 | Mrs Lincoln / Sarafine       | Richard LaGravenese         | |
| 2013 | Saving Mr. Banks                                                    | P.L. Travers                 | John Lee Hancock            | |
| 2013 | The Love Punch                                                      | Kate Jones                   | Joel Hopkins                | |
| 2014 | Men, Women & Children                                               | Narrator (voice)             | Jason Reitman               | |
| 2014 | Effie Gray                                                          | Lady Eastlake                | Richard Laxton              | Also writer                                                                                                  |
| 2015 | A Walk in the Woods                                                 | Catherine Bryson             | Ken Kwapis                  | |
| 2015 | The Legend of Barney Thomson                                        | Cemolina                     | Robert Carlyle              | |
| 2015 | Burnt                                                               | Dr Rosshilde                 | John Wells                  | |
| 2016 | Alone in Berlin                                                     | Anna Quangel                 | Vincent Pérez               | |
| 2016 | Bridget Jones's Baby                                                | Doctor Rawlings              | Sharon Maguire              | Also writer                                                                                                  |
| 2016 | The Doubt Machine: Inside the Koch Brothers' War on Climate Science | Narrator (voice)             | Bruce Livesey               | Dokumentar                                                                                                   |
| 2017 | Beauty and the Beast                                                | Mrs. Potts                   | Bill Condon                 | |
| 2017 | Sea Sorrow                                                          | Sylvia Pankhurst             | Vanessa Redgrave            | |
| 2017 | The Meyerowitz Stories                                              | Maureen                      | Noah Baumbach               | |
| 2017 | The Children Act                                                    | Fiona Maye                   | Richard Eyre                | |
| 2018 | Johnny English Strikes Again                                        | Premierminister              | David Kerr                  | |
| 2019 | Late Night                                                          | Katherine Newbury            | Nisha Ganatra               | |
| 2019 | Missing Link                                                        | Dora the Yeti Elder (stemme) | Chris Butler                | |
| 2019 | Men in Black: International                                         | Agent O                      | F. Gary Gray                | |
| 2019 | How to Build a Girl                                                 | Amanda Watson                | Coky Giedroyc               | |
| 2019 | Last Christmas                                                      | Petra Andrich                | Paul Feig                   | Also writer and producer                                                                                     |
| 2020 | Dolittle                                                            | Polynesia (voice)            | Stephen Gaghan              | |
| 2021 | Cruella                                                             | Baroness von Hellman         | Craig Gillespie             | |
| 2022 | Good Luck to You, Leo Grande                                        | Nancy Stokes                 | Sophie Hyde                 | |
| 2022 | What's Love Got to Do with It?                                      | Cath                         | Shekhar Kapur               | |
| 2022 | Matilda the Musical                                                 | Miss Trunchbull              | Matthew Warchus             | |
| 2025 | Bridget Jones: Mad About the Boy                                    | Doctor Rawlings              | Michael Morris              | Post-production                                                                                              |
| 2026 | Three Bags Full: A Sheep Detective Movie                            | TBA                          | Kyle Balda                  | Filming |
| TBA  | The Fisherwoman                                                     | TBA                          | Brian Kirk                  | Post-production                                                                                              |

### Tv
| År        | Titel                           | Rolle                                        | Noter                                   |
| --------- | ------------------------------- | -------------------------------------------- | --------------------------------------- |
| 1982      | Cambridge Footlights Revue      | Various roles                                | TV special                              |
| 1982      | There's Nothing to Worry About! | Mrs Wally                                    | 3 episodes                              |
| 1983–1984 | Alfresco                        | Forskellige roller                           | 13 episodes                             |
| 1984      | The Comic Strip Presents        | Young Woman                                  | Episode: "Slags"                        |
| 1984      | The Young Ones                  | Miss Money-Sterling                          | Episode: "Bambi"                        |
| 1985      | Emma Thompson: Up for Grabs     | Various                                      | TV film                                 |
| 1987      | Tutti Frutti                    | Suzi Kettles                                 | Miniseries; 6 episodes                  |
| 1987      | Fortunes of War                 | Harriet Pringle                              | Miniseries; 7 episodes                  |
| 1988      | Thompson                        | Forskellige roller                           | 6 episodes                              |
| 1989      | Look Back in Anger              | Alison Porter                                | TV film                                 |
| 1990      | Knuckle                         | Jenny Wilbur                                 | TV film                                 |
| 1990      | The Winslow Boy                 | Catherine Winslow                            | TV film                                 |
| 1992      | Cheers                          | Nanette Guzman ("Nanny Gee")                 | Episode: "One Hugs, the Other Doesn't"  |
| 1994      | The Blue Boy                    | Marie Bonnar                                 | TV film                                 |
| 1997      | Ellen                           | Sig selv                                     | Episode: "Emma"                         |
| 1997      | Hospital!                       | Elephant Woman                               | TV film                                 |
| 2001      | Wit                             | Vivian Bearing                               | TV film; also writer                    |
| 2003      | Angels in America               | Nurse Emily/Homeless Woman/The Angel America | Miniserie, 5 episoder                   |
| 2009      | QI                              | Sig selv                                     | Series F, Episode: "Film"               |
| 2010      | The Song of Lunch               | She                                          | TV film                                 |
| 2012      | Walking the Dogs                | Queen                                        | TV film                                 |
| 2017      | Upstart Crow                    | Elizabeth I                                  | Episode: "A Christmas Crow"             |
| 2018      | King Lear                       | Goneril                                      | TV film                                 |
| 2019      | Saturday Night Live             | Sig selv (vært)                              | Episode: "Emma Thompson/Jonas Brothers" |
| 2019      | Years and Years                 | Vivienne Rook MP                             | Miniseries, 6 episodes                  |
| 2022      | Why Didn't They Ask Evans?      | Lady Marcham                                 | Episode #1.1                            |
| TBA       | Down Cemetery Road              | Zoë                                          | TV series                               |